# والتر ريتشاردز
والتر ريتشاردز (بالإنجليزية: Walter Richards)‏ هو راكب الكنو أمريكي، ولد في 14 مارس 1942.

## وصلات خارجية
- والتر ريتشاردز على موقع أوليمبيديا (الإنجليزية)